# Mathieu Bock-Côté
Pour les articles homonymes, voir Bock (homonymie) et Côté.
Mathieu Bock-Côté, né le 20 août 1980 à Lorraine (Québec), est un sociologue, essayiste, chroniqueur et chargé de cours québécois.
Il écrit notamment sur l'évolution de l'idée de souveraineté québécoise, sur le multiculturalisme et sur le rôle de l'identité nationale dans les débats politiques au Québec et en France. Il est favorable à l'indépendance du Québec et défend des positions nationalistes, libérales et conservatrices.
Il intervient en tant qu’éditorialiste en France à partir de 2014, notamment dans Valeurs actuelles, CNews et Europe 1.

## Biographie

### Origines
Né le 20 août 1980 à Lorraine dans les Basses-Laurentides,, Mathieu Bock-Côté grandit dans la banlieue nord de Montréal. Il est le fils de Serge Côté, professeur d'histoire du Québec et de civilisation occidentale au Collège de Rosemont, (lui-même fils d'André Côté), et de Muguette Bock (1942-2017),.

### Vie privée
Il est marié avec la journaliste, animatrice et productrice québécoise Karima Brikh, qu'il a rencontrée sur le plateau d'une émission animée par celle-ci.

### Formation
Mathieu Bock-Côté est titulaire d'un baccalauréat universitaire en philosophie de l'Université de Montréal et d'une maîtrise en sociologie (2007) de l'Université du Québec à Montréal (maître des arts) et d'un doctorat en sociologie (2013), de la même université,[source insuffisante]. 
Son mémoire de maîtrise et sa thèse de doctorat en sociologie à l'Université du Québec à Montréal portent respectivement sur La dénationalisation tranquille : essai sur la reconstruction de la conscience historique québécoise depuis 1995 et sur La mutation de la gauche et la recomposition du champ politique occidental : 1968-2010,,. Son directeur de thèse, Jacques Beauchemin, mentionnera que celle-ci était « écrite sur le ton de l'essai » et que « son intention rapproche son travail de l'essai, de la volonté de prendre une position qui déborde les cadres académiques de la sociologie ».
Ses travaux portent principalement sur l'histoire du nationalisme québécois, la culture politique québécoise, le multiculturalisme, la démocratie occidentale et les idéologies politiques.

## Parcours professionnel

### Dans l'enseignement
Mathieu Bock-Côté est anciennement chargé de cours à l’Université du Québec à Montréal (UQAM), durant notamment ses études de maîtrise et de doctorat,,,,,. Il a aussi été chargé de cours à l'École de politique appliquée de l'Université de Sherbrooke (2013) et à HEC Montréal,,,.

### Dans les médias

#### Au Québec
Ses chroniques, ses éditoriaux ou ses blogues sont diffusés, à partir de 2011, dans de nombreux médias québécois comme le quotidien montréalais 24 heures, le Journal de Montréal, QUB Radio détenus par le groupe de presse Québecor, propriété de l'un de ses proches, Pierre Karl Péladeau, ex-chef du Parti québécois.
Après avoir été chroniqueur à Échos Montréal,, il a aussi collaboré au mensuel La Vie agricole ainsi qu’à des émissions radio comme Isabelle le matin, sur 98,5 FM et C'est bien meilleur le matin de la Société Radio-Canada. Il fait aussi des apparitions à diverses émissions télévisées de Radio-Canada comme Tout le monde en parle, ou de Télé-Québec, comme Bazzo.tv, Zone franche et Les Francs-tireurs,.
De janvier 2016 à octobre 2018, il anime l'émission radio La Vie des idées sur les ondes de Radio VM, qu'il reprend ensuite en 2018 sur la nouvelle plateforme QUB Radio à la tête du balado Les idées mènent le monde.
À partir de 2019, Mathieu Bock-Côté est un intervenant régulier à l’émission d’affaires publiques La Joute, sur les ondes de LCN. Ses analyses sur la politique québécoise y sont débattues avec d’autres intervenants. Il est aussi un chroniqueur radiophonique à l’émission Politiquement incorrect, animée par Richard Martineau sur les ondes de QUB Radio.
Hors ces activités médias, Mathieu Bock-Côté contribue par ailleurs à des revues de réflexion politique et sociale comme L'Action nationale, publiée par la Ligue d’action nationale, qui promeut l'indépendance politique du Québec. Bock-Côté est membre du comité de rédaction de L'Action nationale. Il a contribué à la revue culturelle L’Inconvénient, et a participé jusqu'en 2015 à la revue biannuelle d'idées et de débat Argument.

#### En France
Ses participations régulières dans les médias français commencent en 2014 où il signe des articles et des éditoriaux dans Le Figaro, au journal Le Point, ainsi que sur « Figaro Vox » et dans le magazine Valeurs actuelles.
En janvier 2018, Mediapart annonce qu'il allait devenir rédacteur en chef de la revue Recomposition, créée par Alexandre Devecchio.
En 2019, il devient membre du conseil d'orientation de l'Institut Thomas-More.
En 2020, Michel Onfray le recrute pour des contributions sur le site frontpopulaire.fr qu'il vient de fonder.
Invité sur plusieurs médias audiovisuels et radiophoniques, le « sociologue québécois » est recruté par CNews et Europe 1, dont le quotidien Le Monde note qu'il est un familier. Sur CNews, aux côtés de Charlotte d'Ornellas et Eugénie Bastié, avec lesquelles il est classé par Le Monde comme  « ultraconservateur », Mathieu Bock-Côté remplace Éric Zemmour à partir de septembre 2021 dans l'émission quotidienne Face à l'info. Sur cette même chaîne, il intervient également les samedis dans l'émission Il faut en parler, animée par Thomas Lequertier ainsi que sur Europe 1, dans Le Grand Rendez-vous au côté de Sonia Mabrouk. Selon Le Monde, cela démontrerait ainsi que, pour CNews, il n'est « pas question d’effectuer le moindre virage éditorial »,.
Hors ces activités médias grand public, il a publié également des articles dans Controverses, Le Débat et Commentaire.

## Engagement politique
Du jour de ses 16 ans (en 1996) jusqu'en 2004, Mathieu Bock-Côté est membre du Parti québécois (PQ).
En 2000, Mathieu Bock-Côté présente sa candidature pour la présidence du Comité national des jeunes du Parti québécois, sans succès.
En 2001, il est responsable du contenu au sein du Forum jeunesse du Bloc québécois, l'aile jeunesse du Bloc québécois, parti politique présent au fédéral canadien. Avec deux autres membres du forum, Guillaume Ducharme et Benjamin Gagnon, il rédige un mémoire : La Situation du français et le chantier du redressement national - Pour une conception nationaliste du français au Québec. Présenté en février 2001 aux États généraux sur la situation et l'avenir de la langue française au Québec, le mémoire suscite les critiques de la direction du Bloc québécois en raison d'une phrase empruntée à Charles Maurras, ce qui entraîne quelque temps plus tard la démission de ses rédacteurs,. En novembre 2001, il est vice-président régional jeune du PQ des Laurentides (conseiller aux affaires politiques).
Il travaille ensuite pour le cabinet de Bernard Landry et sera l'un des orateurs lors des funérailles de l'ancien premier ministre québécois,. Il quitte le Parti québécois en 2004.
Depuis 2008, il est directeur de la recherche pour l’Institut de recherche sur le Québec, un think tank fondé en 2002.
Le 17 août 2019, il tient une conférence sur la liberté d'expression devant le congrès de la Commission de la relève de la Coalition avenir Québec.

## Écrits et prises de position

### Influences et styles
Disciple de l'historien québécois Maurice Séguin, admirateur du général Charles de Gaulle depuis son enfance, inspiré par Winston Churchill, Helmut Kohl, Margaret Thatcher et admirateur des écrivains Gabriel Matzneff et Roger Caillois, Mathieu Bock-Côté se présente comme un « penseur libéral héritier de l’intellectuel Raymond Aron » ; il est considéré comme une « valeur montante de la droite conservatrice ».
Cataloguant Mathieu Bock-Côté dans la famille des penseurs conservateurs républicains comme Pierre Manent mais aussi comme l'un des « penseurs phares de la droite québécoise » et une « figure majeure de l’espace intellectuel québécois et français », « flirtant aussi avec la pantologie », le professeur et spécialiste de la politique canadienne et québécoise Frédéric Boily souligne qu'il utilise sa « plume agile » et son éloquence pour prendre des positions arrêtées sur toutes sortes de sujets et dans tous les grands médias qui lui ouvrent leurs portes, ce qui lui vaut une grande visibilité et de nombreuses critiques.  Il souligne aussi que Bock-Côté est perçu, à gauche, comme « un chantre du nationalisme réactionnaire forcément de droite » ou, à droite, comme le « pourfendeur par excellence des idées reçues et de la rectitude politique ».

### Souverainisme et multiculturalisme
Mathieu Bock-Côté est partisan de l'indépendance du Québec. Il a été militant au sein du Parti québécois de 1996 à 2004.
La Cité identitaire, le premier livre qu'il publie en 2007, et qu'il a codirigé avec le sociologue québécois Jacques Beauchemin, regroupant des contributions de plusieurs chercheurs en sciences sociales, porte sur le multiculturalisme[source secondaire souhaitée].
Dans Le Devoir, Louis Cornellier relève que « Mathieu Bock-Côté est souverainiste, pourfend le multiculturalisme et critique l’islamisme », pas les musulmans qui doivent pouvoir pratiquer leur foi, et suggère de baisser les seuils d'immigration. S'il critique la gauche, ce n’est pas la gauche traditionnelle qu'il vise, mais, selon Cornellier, une « nouvelle gauche multiculturaliste ou "diversitaire", celle qui a délaissé la classe ouvrière au profit des autres négligés de l’histoire — les femmes, les minorités culturelles ou sexuelles — et qui considère l’homme occidental comme "un individu fondamentalement aliéné" par ses préjugés culturels, qu’il conviendrait de rééduquer. »

Bock-Côté défend l'identité historique d'une civilisation occidentale ou franco-québécoise, affaiblie selon lui par des politiques multiculturalistes ne permettant pas une bonne intégration de populations immigrées musulmanes. Dans son essai sur le multiculturalisme, il estime que celui-ci « serait le produit d’une conversion intellectuelle et politique de la gauche, en quête d’une nouvelle utopie et surtout d’un nouveau peuple pour transformer en profondeur les grandes institutions qui ont marqué la modernité (nation, école, famille), et accessoirement pour assurer son hégémonie intellectuelle et politico-médiatique. » La thèse de Bock-Côté serait que 

« le multiculturalisme est une […] idéologie […] matrice d’un "nouveau régime" qui associe insidieusement le sentiment national à la xénophobie, voire aux abjections nazies […] ; une entreprise qui aurait aussi vidé la citoyenneté "de tout substrat identitaire", réduisant les sociétés à des agrégats d’individus uniquement liés par des droits et des chartes. Cette idéologie offrirait une clef pour comprendre tous ces récits "historico-victimaires" qui dominent les historiographies des nations occidentales et qui ont en commun de faire du passé une effroyable "grande noirceur" hantée par l’esclavage, le colonialisme et le patriarcat. »

Selon lui, cela expliquerait que les élites seraient « pour un monde sans frontières et sans ancrages où chaque individu serait porté par ses désirs de consommation et d’aventures. »
Dans ce contexte, lors d'une table ronde en 2011, il s'oppose à d'autres intervenants pour critiquer les accommodements raisonnables car ils constituent selon lui « une tentative forcée […] de reconstruire l'identité québécoise selon les paramètres du multi ou de l'inter-culturalisme. […] ce n'est pas à la société majoritaire de s'incliner devant les revendications identitaires ou religieuses. […] [C'est] au nouvel arrivant de "prendre le pli" de la majorité historique » sans nier les droits et libertés. Il ajoute : « les Québécois doivent assumer "sans complexe" leurs 400 ans d'histoire […] y compris la mémoire du catholicisme […] et pouvoir se souhaiter "Joyeux Noël" sans craindre d'offenser personne. »

### Opposition au concept de «racisme systémique», au «wokisme», à la «cancel culture»
Dans ses livres, dans ses articles et dans les médias, et à la suite de sa critique des accommodements raisonnables et du multiculturalisme, Mathieu Bock-Côté attaque « la théorie du racisme systémique » et ce qu'il appelle « l’extension du domaine de l’interdit ».
Dans son essai intitulé La Révolution racialiste et autres virus idéologiques, il dénonce aussi ce qu'il estime être « les dangers de l'idéologie woke pour l'idéal républicain », sans être, selon Brice Couturier, le « point de vue de l’ancienne gauche universaliste, ni celui du libéralisme, issu des Lumières […] mais celui d’un nationaliste québécois, […] défenseur de l’une de ces petites nations […] qui vivent dans la hantise d’être anéanties et subjuguées, privées de leur souveraineté et frustrées de leur culture. »
Les 7 et 8 janvier 2022, Mathieu Bock-Côté est l'un des soixante intervenants (avec Pierre Vermeren, Nathalie Heinich, Dominique Schnapper, Pascal Perrineau, Bernard Rougier, Claude Habib, Catherine Kintzler et Xavier Gorce) à participer à un colloque réuni dans une salle louée à la Sorbonne, intitulé « Après la déconstruction : reconstruire les sciences et la culture », et ayant suscité de fortes polémiques, certains universitaires et plusieurs syndicats comme la CGT et SUD voyant dans cet événement une mise en cause « des libertés académiques ».

### Vie politique française
En 1998, alors que quatre présidents de conseils régionaux français ont été élus grâce aux voix du Front national (FN) à l'issue des élections régionales, suscitant la division au sein du Rassemblement pour la République (RPR) et de l'Union pour la démocratie française (UDF), il publie dans Le Devoir une tribune intitulée « La droite française doit créer sa coalition plurielle », dans laquelle il appelle à une « coopération, et peut-être même à une union » entre le RPR et le FN, et affirme que la droite française doit « mettre un terme à l’idée plutôt saugrenue selon laquelle le FN ne serait qu’un parti d’extrême droite fascisant ». Face aux critiques, il assure n’avoir « jamais au grand jamais » éprouvé la moindre « sympathie pour le Front national ».
Lors de la campagne de l'élection présidentielle française de 2022, il déclare qu'associer Éric Zemmour à l’extrême droite serait « grotesque », et fait part, à l'occasion du congrès des Républicains de 2021, de sa préférence pour Éric Ciotti, qu'il associe à « la fidélité gaulliste » et le présente comme « un Zemmour sans les aspérités et les provocations ».
En juin 2023, il participe au lancement du think tank d'Éric Zemmour et Marion Maréchal baptisé « Institut 2050 »,.

## Réception des écrits et idées

### Réception positive
L'historien québécois Charles-Philippe Courtois accueille positivement l'essai de Bock-Côté sur La Dénationalisation tranquille, qu'il qualifie de « tonique et cinglant, dans l'ensemble bien écrit » et marquant sur l'évolution politique et nationale récente du Québec. Il note qu'avec cet essai, Bock-Côté s'adresse autant aux lecteurs de gauche que de droite et « plaira aux amateurs de débats intellectuels vigoureux et devrait susciter l'intérêt tant des conservateurs que des gauchistes critiques du multiculturalisme ».
L'historien québécois Éric Bédard estime, en 2016, que les interventions de Bock-Côté « ne manquent pas de mordant mais ne rendent pas toujours justice à la profondeur de sa pensée » exprimée notamment dans ses trois livres (La dénationalisation tranquille en 2007, Fin de cycle en 2012 et Exercices politiques en  2013). Il note que « plutôt que de se donner la peine de les lire (...) les contradicteurs de Mathieu Bock-Côté se contentent souvent de lui coller une étiquette (« nationaliste conservateur », « homme de droite », etc.), de railler la forme de ses interventions, de caricaturer ses arguments, quand ce n’est pas son physique ».
Dans Le Devoir, soulignant le « style éloquent et son propos relevé » dans son essai, Le Nouveau régime, le journaliste et écrivain Louis Cornellier note à propos de Bock-Côté qu'« il est dommage que ses adversaires ne trouvent, pour lui répliquer, que les tartes à la crème d’une pensée de gauche réflexe ». Il déplore ainsi qu'il en faille peu pour que certains produisent des amalgames et le qualifient de penseur réactionnaire et xénophobe.
Son essai intitulé L'Empire du politiquement correct, publié en 2019, connaît un certain succès tant au Québec qu’en France. Par exemple, dans Le Nouvelliste de Trois-Rivières, Réjean Boivin écrit : « Le nouvel ouvrage de Mathieu Bock-Côté, L'Empire du politiquement correct est une contribution lumineuse sur l’importance de la liberté d’expression dans une société démocratique ». Pour sa part, le journaliste français Guillaume Perrault, dans Le Figaro, décrit cet essai comme une « vaillante défense de la liberté de l’esprit ».
En 2020, dans une séance virtuelle de partage de suggestions de livres, le premier ministre québécois évoque en Mathieu Bock-Côté un « grand intellectuel qui écrit dans les grandes revues françaises » et que « le Québec est chanceux d'en avoir de ce calibre ». Après avoir d'abord retiré la vidéo de ses plateformes face aux critiques de « quelques centaines de personnes », l'Association des libraires du Québec (ALQ) la remet rapidement en ligne. Le premier ministre condamne ce qu'il considère comme une censure, déclarant : « On va se le dire franchement : la décision de l’Association des libraires du Québec de retirer mes suggestions de lecture, ça n’avait pas de bon sens. On ne peut pas accepter qu’une poignée de militants radicaux piétinent notre liberté d’expression pour défendre leurs dictats. Ça va beaucoup trop loin ».
En France, Jean-Yves Camus, directeur de l’Observatoire des radicalités politiques de la Fondation Jean-Jaurès considère que « le fait d’avoir un pied au Québec et un autre en France lui apporte un œil nouveau, et sa pensée apporte incontestablement au débat d’idée à droite même si ce ne sont pas mes opinions politiques. Et c’est assez rare, pour un intellectuel étranger, de se faire une place dans le débat d’idée à droite au sein de grands journaux généralistes ».
Plusieurs personnalités de la droite française saluent ses ouvrages : Nicolas Sarkozy juge « lumineux » son livre La Révolution racialiste et autres virus idéologiques (Presses de la Cité). Le Monde indique que « Valérie Pécresse l’a rencontré et a lu ses livres », et que Laurent Wauquiez « apprécie Bock-Côté depuis leur première rencontre, au milieu des années 2010 ».
Pour Christian Rioux, correspondant à Paris du Devoir, le succès de Mathieu Bock-Côté en France n’est pas surprenant puisque, « en tant que Québécois, il a été aux premières loges de la montée du multiculturalisme et du délire sociétal des élites bourgeoises des universités nord-américaines ».

### Réception négative
Le sociologue Joseph Yvon Thériault, membre du jury lors de la soutenance de thèse de Mathieu Bock-Côté, en 2013, estime que si ce dernier « fait des constats pénétrants sur l’épuisement du souverainisme au Québec », il ne tient « plus compte de la société, des changements qui sont en cours » et est davantage un idéologue qu'un sociologue, « au sens où il croit moins aux grands mouvements sociaux qu’à la force des gens d’agir sur le monde ».
Au Canada, les critiques lui reprochent principalement de ne pas comprendre l’évolution du souverainisme québécois ni celle du multiculturalisme canadien. L'ancien ministre libéral Stéphane Dion et l'historien et sociologue souverainiste Gérard Bouchard estiment que Mathieu Bock-Côté ne réfléchit pas vraiment en sociologue, tandis que le professeur de philosophie Jocelyn Maclure le décrit comme un « essayiste à la vue courte » répétant ses réflexions aussi incisives soient-elles, d’un texte à l’autre tout en étant remplies d’approximations. Pascale Tournier en fait un acteur central symbolisant le « vieux monde ».
L'avocat et essayiste Frédéric Bérard l'accuse de défendre la thèse du Grand remplacement, tout comme Antoine Dionne Charest.

#### Critiques sur la qualité de ses écrits
En 2009, la revue Recherches sociographiques publie une recension de Bock-Côté concernant un ouvrage collectif dirigé par les sociologues Stéphan Gervais, Dimitrios Karmis et Diane Lamoureux. Dans une réponse, ces trois auteurs estiment que si Mathieu Bock-Côté a bien « les qualifications  universitaires  pour  écrire  dans  une  revue  savante » son texte est « particulièrement déplacé dans une revue universitaire, non pas tant pour les idées qui y sont défendues, mais pour le ton et le style argumentatif de type essentiellement pamphlétaire ». Selon eux, son style serait « lapidaire », « spectaculaire » et « peu propice à un débat d’idées ». Estimant qu'il adopterait une démarche populiste, à laquelle s’ajouterait « une forte dose de mauvaise foi, quand ce n’est pas carrément de malhonnêteté intellectuelle », ils notent que l’essentiel de sa recension repose sur des amalgames et des réitérations plutôt que sur une véritable argumentation.
Dans le magazine québécois Urbania, en 2012 (soit un an avant que Mathieu Bock-Côté n'obtienne son doctorat en sociologie, mais à une époque où il se présente déjà et est présenté comme sociologue dans les médias), Mathieu Noury, à l'époque doctorant en sociologie, conteste la qualité de sociologue qu'il estime abusivement revendiquée par Mathieu Bock-Côté, au motif qu'« un chargé de cours en sociologie [c'est-à-dire enseignant non titulaire, comme Bock-Côté le fut à l'UQAM], à moins qu’il soit titulaire d’un doctorat et/ou qu’il fasse de la recherche, ne peut pas se revendiquer du titre de sociologue » soutenant que « ses analyses ne peuvent pas se revendiquer et être qualifiées de sociologiques », sont partisanes et manquent de rigueur.
Dans un essai intitulé Mélancolies identitaires: une année à lire Mathieu Bock-Côté, Mark Fortier estime que Bock-Côté est un « habile rhéteur », un « néoconservateur remonté contre le relativisme culturel », qui ferait de la « sociologie sans société ». Il s'inquiète d'une argumentation reposant selon lui sur du verbiage et des généralités et dont le succès viendrait du fait qu'elle serait floue et imprécise et estime « c’est comme un ouragan : à l’extérieur, le vent arrache tout, mais à l’intérieur, il ne se passe pas grand-chose ». Fortier affirme par ailleurs qu'« il ne va interviewer personne, il ne va pas voir les gens dont il parle et il produit énormément de tautologies, de concepts qui sont flous ». Ainsi, selon cet auteur, « ses chroniques sont des textes militants, qui tiennent par le sentiment » et affirme que « Mathieu Bock-Côté est un Zemmour politiquement correct, un Zemmour à visage humain » qui selon lui « s’embarrasse peu du réel et calque le même discours et les mêmes obsessions des deux côtés de l’Atlantique, par exemple sur l’immigration, et ce malgré des réalités nationales fort différentes ».
Dans son ouvrage La grande confusion (2020), le chercheur en sciences politiques Philippe Corcuff considère qu'« on pourrait dire que c'est un conservateur naviguant entre extrême droite et extrême centre ». Dans L'Express en 2021, Philippe Corcuff estime que l'ouvrage de Bock-Côté La révolution racialiste et autres virus idéologiques procède à « des généralisations abusives » par de « supposées évidences maintes fois répétées » confondant « les nuances du réel avec la réalité univoque et fantasmée de Fox News et CNews ».
En réponse au colloque « Après la déconstruction : reconstruire les sciences et la culture » tenu à la Sorbonne en janvier 2022, auquel Mathieu Bock-Côté participe, 74 universitaires (parmi lesquels Nicolas Bancel, Olivier Le Cour Grandmaison, Nonna Mayer et Philippe Corcuff) signent dans Le Monde une tribune dans laquelle ils critiquent la légitimité et le contenu du colloque, estimant que les organisateurs « en invitant Mathieu Bock-Côté à s’exprimer, sont coupablement inattentifs » face à ce qu'ils estiment être une « dérive droitière ». Le sociologue François Dubet dénonce également dans une tribune dans Le Monde la participation de Mathieu Bock-Côté à ce colloque, considérant selon lui « qu'à des collègues honorablement connus et souvent reconnus pour la qualité de leur œuvre (...) se sont mêlés des intervenants comme Mathieu Bock-Côté, dont les diatribes à la limite du racisme inondent chaque jour CNews et les réseaux de l’extrême droite ».

#### Contestation de sa légitimité, liberté d'opinion et annulation de conférences
En mars 2017, l'invitation de Mathieu Bock-Côté à une conférence organisée à l'UQAM est annulée par l'organisateur, craignant que celle-ci soit perturbée à la suite de déclarations de l’Association facultaire étudiante des sciences humaines (AFESH),. Le syndicat étudiant mis en cause nie toutes pressions venant de son exécutif, mais prend position contre ce qu'il estime être une « instrumentalisation de la liberté d’expression et de la liberté académique lorsque celle-ci sert à tenir des propos oppressifs », ce qui alimente alors les débats sur la liberté d’expression dans les universités du Québec. Pour le professeur en histoire et sociologie des sciences du département d’histoire de l'UQAM, Yves Gingras, les événements comme celui-ci ainsi que les perturbations survenues lors de la conférence de Jordan Peterson à Toronto devraient alarmer les universités canadiennes, émettant l’hypothèse qu'il existerait une confusion entre « la recherche et l’idéologie » chez une minorité des étudiants de la nouvelle génération en sciences sociales,.
À la suite de la publication de son livre L’empire du politiquement correct, le débat organisé dans une librairie de Montréal en mai 2019 entre Bock-Côté et le philosophe Louis-André Richard est annulé en raison de commentaires d'internautes incitant à perturber l'événement ou à tenter un entartage. Bock-Côté reçoit alors le soutien de plusieurs universitaires et enseignants québécois qui signent dans Le Devoir une tribune dans laquelle ils s'élèvent contre la censure dont ils estiment qu'il a été victime.

## Publications

### Ouvrages
- Mathieu Bock-Côté (dir.) et Jacques Beauchemin (dir.), La Cité identitaire, Outremont, Athéna Éditions, 2007, 304 p.
- Mathieu Bock-Côté, La Dénationalisation tranquille : mémoire, identité et multiculturalisme dans le Québec post-référendaire, Montréal, Boréal, 2007, 216 p.
- Mathieu Bock-Côté, Fin de cycle, Montréal, Boréal, 2012, 185 p.
- Mathieu Bock-Côté, Exercices politiques, Montréal, VLB éditeur, 2013, 384 p. (ISBN 978-2-89649-535-1)[95].
- Mathieu Bock-Côté, Le Multiculturalisme comme religion politique, Paris, Éditions du Cerf, 2016, 368 p. (ISBN 978-2-204-11091-4)
- Mathieu Bock-Côté, Le Nouveau Régime : Essais Sur les Enjeux Démocratiques Actuels, Montréal, Boréal, 2017, 328 p. (ISBN 978-2-7646-2419-7)
- Mathieu Bock-Côté, L'Empire du politiquement correct : essai sur la respectabilité politico-médiatique, Paris, Éditions du Cerf, 2019, 299 p. (ISBN 978-2-204-11636-7).
- Mathieu Bock-Côté, La Révolution racialiste : et autres virus idéologiques, Paris, Presses de la Cité, 2021, 240 p. (ISBN 978-2258196094).
- Mathieu Bock-Côté, Le totalitarisme sans le goulag, Paris, Presses de la Cité, 2023, 272 p. (ISBN 978-2258201644).

### Articles dans des revues universitaires
- « Pour une pensée conservatrice : critique de l’éthique démocratique dans la compréhension de l’identité nationale québécoise », Horizons philosophiques, vol. 12, no 2, printemps 2002, p. 57-73.
- « Peut-on sortir de la société des identités », Bulletin d’histoire politique, vol. 15, no 3, printemps 2007, p. 221-233.
- « Le rapport Tremblay et l’institutionnalisation du politique dans une perspective nationaliste au Québec », avec Robert Comeau, Bulletin d’histoire politique, vol. 16, no 1, automne 2007, p. 123-131.
- « Derrière la laïcité, la nation : retour sur la controverse des accommodements raisonnables et sur la crise du multiculturalisme québécois », Globe, Revue internationale d’études québécoises, vol. 10/2 – 11/11, 2007-2008, p. 95-113.
- « L’identité occidentale du Québec où l’émergence d’une cultural war à la québécoise », Recherches sociographiques, no 3, 2009, p. 537-570.
- « Le multiculturalisme en débat : retour sur une tentation thérapeutique », Bulletin d'histoire politique, 18(3), p. 227–267.
- « La mémoire de la Révolution tranquille et l’idéologie diversitaire : retour sur la conception de l’histoire présente dans le rapport Bouchard-Taylor », Bulletin d’histoire politique, vol. 20, no 3, hiver 2012, p. 149-169.
- « Fin des idéologies, extinction du politique ? », Les Cahiers Fernand Dumont, Montréal, Fides, printemps 2014.

### Articles dans des revues d'idées
- « Penser à l’abri du pluralisme », Controverses, no 1, mars 2006, p. 122-146.
- « L’avenir de la démocratie : la participation contre la représentation » , Controverses, no 5, juin 2007, p. 116-138.
- « Le conservatisme québécois de Lucien Bouchard », Nuit blanche, printemps 2007.
- « La jeunesse québécoise et la crise des accommodements raisonnables », Controverses, no 12, novembre 2009, p. 112-134.
- « L’empire européen universel contre le souverainisme américain », Controverses, no 16, mars 2011, p. 90-106.
- « La démocratie en l’absence du peuple », Le Débat, Paris, Gallimard, novembre 2012, p. 77-86.
- « Fin du nationalisme québécois », Commentaire, été 2014, no 146, pages 279 à 286.
- « Le multiculturalisme comme religion politique », Le Débat, no 186, septembre/octobre 2015, p. 122 à 136.
- « Le genre : une théorie radicale », Commentaire, 2015/2 (no 150), pages 433 à 435.
- « La logique de l'accommodement raisonnable et le multiculturalisme autoritaire », Humanisme 2016/3 (no 312), pages 73 à 78.
- « Une étrange démission », entretien avec Caroline Valentin, Le Débat, 2017/5 (no 197), pages 99 à 112.
- « Le détour autonomiste du nationalisme québécois », Commentaire, 2020/1, no 169, pages 75 à 80.
- « La tentation autoritaire du régime diversitaire », Constructif, 2020/2 (no 56), pages 46 à 49.
- « Le rituel de ralliement au régime diversitaire : le cas de la soumission à la théorie du racisme systémique », Humanisme, 2021/3 (no 332), pages 60 à 64.

### Livres d'entretiens
- Louis-André Richard, La Cité des ombres : construire une société juste : un débat entre Mathieu Bock-Côté et Roch Bolduc, Québec, Presses de l'Université Laval, 2015.
- Jacques Godbout, Le Tour du jardin : entretiens avec Mathieu Bock-Côté sur les livres, la politique, la culture, la religion, le Québec et la saisine, Montréal, Boréal, 2014.

### Chapitres d'ouvrages
- « Maurice Séguin : penseur d’un nationalisme en difficulté », in Robert Comeau et Josianne Lavallée, Maurice Séguin, théoricien de l’indépendance et penseur de la modernité québécoise, Québec, Septentrion, 2006, p. 166-175.
- « Le conservatisme est-il une pathologie : la mauvaise conscience occidentale et la censure du conservatisme », dans Éric Bédard et Serge Cantin (dir.), L’histoire nationale en débat. Regards croisés sur la France et le Québec, Paris, Riveneuve Éditions, 2010, p. 219-235.
- « La fabrique du multiculturalisme : le cours Éthique et culture religieuse dans le dispositif politique du « pluralisme identitaire » », dans Actes du cinquième colloque Une Cité pour l’Homme (juin 2009), Collection Résurgences, Québec, 2010, p. 54-68.
- « La mémoire du duplessisme et la question du conservatisme au Québec », dans Xavier Gélinas et Lucia Ferretti (dir.), Duplessis, son milieu, son époque, Québec, Septentrion, 2010, p. 432-453.
- « Mais la nation n’est qu’un construit social » : critique du constructivisme dans les sciences sociales », dans Marc Chevrier (dir.), Voyage dans l’autre de la modernité, Montréal, Fides, 2011.
- « 30 ans plus tard : la question nationale dans le Canada de 1982 », Institut de recherche sur le Québec, avril 2012, 17 p.
- « Fragments d’une éducation conservatrice », Argument, automne 2011-hiver 2012, p. 36-46.
- « 1968 -2012: la mutation de l’idée révolutionnaire et la crise du progressisme », communication présentée dans le cadre du colloque Fondation et rapport au passé au Québec et en France, Chaire Mondialisation, citoyenneté et démocratie, 16 mars 2012.
- « Jean-Marc Léger : Vers l’indépendance », dans Robert Comeau, Denis Monière et Charles-Philippe Courtois, Histoire intellectuelle de l’indépendantisme, Montréal, VLB, 2012, p. 212-223.
- « L’idéologie antidiscriminatoire au Québec », dans Eugénie Brouillet (dir.), La mobilisation du droit et le pluralisme communautaire, Québec, Les Presses de l'Université Laval, 2012, p. 191-210.
- « Défense et illustration de la question identitaire », dans Simon Thibault et Magaly Brodeur, Perspectives d’avenir pour le Québec, Montréal, Presses de l'Université du Québec, 2013, p. 180-203.
- « Il était une fois l’indépendance : le référendum du 30 octobre 1995 » dans Pierre Graveline, Les dix journées qui ont fait le Québec, Montréal, VLB, 2013, p. 209-241.
- « Le retour de la question anthropologique », dans Louis-André Richard (dir.), La cité et ses ombres, Sillery, Presses de l'Université Laval, 2015.
- « Nation, laïcité, identité : à propos du débat entourant le projet de loi 60 du gouvernement québécois », dans Charles Leblanc (dir.), Laïcité et humanisme, Ottawa, Presses de l'Université d'Ottawa, 2015.
- « Du printemps érable au débat sur la Charte des valeurs : mutation et renaissance du nationalisme québécois », dans Le Québec et ses mutations culturelles (dir. Martin Meunier), Ottawa, Presses de l'Université d'Ottawa, 2016, p. 393-419.
- Chapitre sur le « Multiculturalisme » dans Olivier Dard et al., Dictionnaire du conservatisme, Paris, Éditions du Cerf, 2017.
- « Repli identitaire ou ouverture sur le monde? Examen d’une fausse alternative », dans Penser le politique (dir. Louis-André Richard), Québec, PUL, 2017.
- « Le populisme ou la part étouffée de la démocratie contemporaine », dans Chantal Delsol et Giulio de Ligio (dir.), La démocratie dans l’adversité, Paris, Éditions du Cerf, 2019, p. 317-330.
- « Le contrat social », La Fabrique du chef-d’œuvre : comment naissent les classiques, sous la direction de Sébastien le Fol, Paris, Perrin, 2022, chapitre 7.

## Distinctions
- 2018 : « Tapis rouge » international de l'Académie de la Carpette anglaise, « pour la constance avec laquelle il fait vivre la coopération franco-québécoise »[96].
- 2018 : Prix Omer-Héroux, pour « sa contribution à la cause indépendantiste québécoise »[97].
- 2019 : Prix prestige « Impératif français » (volet politique), pour « sa remarquable contribution au débat sur l'identité québécoise »[98].